# Cyathea cyatheoides
Cyathea cyatheoides är en ormbunkeart som först beskrevs av Nicaise Augustin Desvaux, och fick sitt nu gällande namn av K. U. Kramer. Cyathea cyatheoides ingår i släktet Cyathea och familjen Cyatheaceae. Inga underarter finns listade.